# Joan Reventós
Joan Reventós i Carner (Barcelona, 26 de julio de 1927-Barcelona, 13 de enero de 2004) fue un político español, fundador del Partido de los Socialistas de Cataluña.

## Biografía
Nacido en Barcelona el 26 de julio de 1927, era hijo del historiador y economista Manuel Reventós. Licenciado en Derecho por la Universidad de Barcelona, en 1950 comienza a ejercer como profesor en las facultades de Derecho y Economía. Durante esta época ingresa en el Moviment Socialista de Catalunya (MSC) y es uno de sus dirigentes. Debido a su militancia política fue detenido en 1957 y expulsado de la Universidad en 1958, pasando algunos meses en prisión. Readmitido más tarde, sería de nuevo expulsado por firmar un documento en el que se pedía la dimisión del rector y del ministro de Educación. 
Se integra en Convergència Socialista de Catalunya (CSC) y en 1976 funda el Partit Socialista de Catalunya-Congrés. Este partido se fusiona en 1978 con la federación catalana del PSOE y el Partit Socialista de Catalunya-Reagrupament, dando nacimiento al Partido de los Socialistas de Cataluña (PSC-PSOE), federado con el PSOE, del que es elegido primer secretario. Fue elegido diputado por la circunscripción electoral de Barcelona en las elecciones generales de 1977 y 1979. 
En 1980 fue candidato a la presidencia de la Generalidad de Cataluña por el PSC, obteniendo el 22,3% de los votos. El presidente sería, gracias al apoyo de Esquerra Republicana de Catalunya (ERC), Jordi Pujol. 
Tras la victoria del PSOE en las elecciones generales de 1982, fue designado embajador de España en Francia, cargo que ocupó entre 1983 y 1986. Más tarde sería elegido senador y presidente del Parlamento de Cataluña entre 1995 y 1999.
Tras una larga enfermedad, falleció en Barcelona en enero de 2004.
En 2005 le fue concedida la Medalla de Oro de la Generalidad de Cataluña a título póstumo.

## Cargos desempeñados
- Diputado por Barcelona en el Congreso de los Diputados (1977-1980).
- Primer secretario del PSC (1978-1983)
- Diputado por Barcelona en el Parlamento de Cataluña (1980-1999)
- Presidente del PSC (1983-1996).
- Presidente del Parlamento de Cataluña (1995-1999)